# Università del Malawi
L’Università del Malawi (UNIMA) è un'università multi-campus del Malawi, con sedi a Zomba, Blantyre e Lilongwe, capitale del Paese.

## Storia
Fu fondata nel 1964, qualche mese dopo l'indipendenza del Malawi.

## Struttura
L'università si compone di cinque collegi, ripartiti su vari campus :
- Bunda College of Agriculture (Lilongwe)
- Chancellor College (Zomba)
- College Of Medicine (Blantyre)
- Kamuzu College Of Nursing (Lilongwe)
- The Polytechnic (Blantyre)